# Traité de Verceil
La paix de Verceil désigne le traité de paix entre Charles VIII et Ludovic Sforza signé entre le 9 et le 10 octobre 1495. Cette paix séparée marque la fin de l'affrontement entre les troupes milanaises et françaises au cours de la première campagne des guerres d'Italie (1494-1495). Ludovic le More quitte ainsi la Ligue de Venise mais les membres restant (Venise, Aragon ou encore Empire germanique) demeurent en conflit ouvert avec le roi de France. Le royaume de Naples récemment conquis par Charles VIII est donc menacé. En effet, les troupes de Gilbert de Montpensier, le vice-roi de Naples, sont restreintes et très isolées.

## Contexte des négociations
L'accord de paix est le résultat de négociations entamées depuis la mi-septembre 1495 pour la levée du siège de Novare. Louis d'Orléans avait pris l'initiative de prendre d'assaut la ville, il se retrouve ensuite piégé à l'intérieur par l'arrivée des troupes italiennes coalisées. Alors que les assiégés commencent à mourir de faim et de maladies, Charles VIII parvient aux abords de Novare et établit son camp à Verceil, les deux villes sont distantes d'environ 20 km. Une trêve est enfin décidée du 20 au 24 septembre et le siège est  progressivement levé. Dans l'armée entrée à Novare le 10 juin 1495, on estime à 2000 le nombre d'hommes morts de faim ou de maladies. Louis d'Orléans sort de la ville très affaibli le 23 septembre 1495.
Le conseil royal n'est pas uni sur la suite à donner aux négociations, deux tendances s'opposent, d'un côté les pacifistes avec le prince d'Orange, Philippe de Commynes et de l'autre ceux qui veulent poursuivre le combat. Ces derniers se rassemblent autour de Louis d'Orléans qui voit une occasion d'acquérir des possessions dans le Milanais, mais ils sont minoritaires et la trêve est finalement prolongée.
Le nombre très élevé de mercenaires suisses réunit autour des belligérants fit craindre une action de leur part. Commynes exprime dans ses Mémoires la menace d'une mutinerie destinée à la capture d'hommes de haut rang dans le but d'en obtenir une rançon.
De plus, le rassemblement d'un nombre si important de soldats entraîne également des difficultés de ravitaillement et la diffusion de maladies.
En conséquence, les préparatifs de la paix se font dans la tension et la précipitation.

## Teneur du traité
Le traité, rédigé en français, comprend 46 articles qui fixent les différentes clauses de la paix dont voilà les grandes lignes : 
- La restitution de Novare au duc de Milan en échange de  50 000 ducats pour Louis d'Orléans et d'une remise de dette pour Charles VIII de 80 000 ducats.
- Le statut de Gênes est également fixé, pendant deux ans la ville est neutre et confiée à la garde du duc de Ferrare. À terme, Gênes sera tenue par le duc de Milan en fief du roi de France, le roi de France pourra donc y armer des navires.
- Plusieurs articles concernent le secours du royaume de Naples et l'engagement de Ludovic Sforza pour soutenir les intérêts français à Naples.

Le texte prévoyait également que les Vénitiens disposaient de deux mois pour souscrire au traité mais ils déclinèrent cette possibilité par l'intermédiaire de l'ambassadeur Philippe de Commynes. De fait, cet accord est un coup porté à la ligue de Venise, celle-ci vacille en raison des intérêts divergents de ses acteurs. La Sérénissime accuse notamment Ludovic le More de trahison pour avoir signé cette paix séparée.
Une fois la paix signée, Charles VIII fait halte à Trino pendant quatre jours puis prend la direction de la ville de Turin. Il part de Turin le 22 octobre et regagne son royaume à marche forcée, le roi de France arrive à Grenoble le 27 octobre 1495 et malgré ses volontés, il ne reviendra jamais dans la péninsule italienne.